# Acácio Trigueiro
Acácio Trigueiro (Lamego, 29 de Dezembro de 1863 – Porto, 26 de Novembro de 1940), é o pseudônimo literário de Acácio Guedes do Amaral. Foi cinzelador, poeta, jornalista, comediógrafo, crítico teatral e novelista. Filho de Anselmo Guedes do Amaral (natural de Almacave, Lamego) e de sua mulher, Rita Balbina de Brito Pinto da Fonseca (Godim, Pêso da Régua)

## Actividade
Bem novo ainda, adestrou-se como cinzelador, tendo vindo para o Porto trabalhar como ajudante de Ourives, evidenciando uma aptidão invulgar na execução impecável de diversos trabalhos, que das suas mãos saíam verdadeiras obras de arte. Sentindo de perto as dificuldades da época, com apenas 15 anos, começa a colaborar no jornal O Operário, com os seus dois primeiros companheiros das letras, Guedes de Oliveira e Alberto Bessa. A 21 de Dezembro de 1879, ainda com 15 anos, publicava nesse órgão político e jornalístico, o texto CONVICÇÕES, que segue:
"Companheiros:
Partidário convicto da emancipação social do proletariado, e reconhecendo a justiça da nossa causa comum, que vós defendeis com tanto ardor, não podia deixar de prestar-vos o único auxílio de que actualmente posso dispôr: a minha humilde colaboração no vosso jornal.
É por demais sabida a tirania que o capital exerce sobre o trabalho; nós, os incansáveis productores da riqueza social, somos esmagados por os nossos inimigos, burgueses - parasitas, que vivem à custa do nosso trabalho e que todos os dias nos estão diminuindo aos salários; tal é a ambição de amontoar riquezas com o fruto de mil privações por que passamos todos os dias.
Se querem amontoar ouro sobre ouro, trabalhem, e saberão o que lhes custa; não se lembram os nossos exploradores de que nós vivemos na miséria e de que temos direito ao bem-estar; são eles mesmos quem contribui para o descrédito da sociedade em que vivem e em que nós vegetamos.
Nós não podemos ficar impassíveis, consentindo o roubo que a burguesia nos faz; nós devemos fundar uma sociedade justa, que possa assegurar aos viventes um futuro de honra, e não como a actual em que o futuro dos proletários é a cadeia ou o asilo. 
Operários, escutai as minhas palavras; tenho a convicção de que são verdadeiras, e ao terminar, peço-vos que não desanimeis porque apesar de estarem muito alquebradas as nossas forças pelo pesado trabalho, ainda nos não rendemos e havemos de seguir graves e serenos pelo caminho da emancipação; havemos de formar os alicerces da nova sociedade". 
Na Ilustração Portugueza Nº482 (de 17 de Maio de 1915) é referida uma artística salva de prata, cinzelada por si, por encomenda da autarquia e oferecida aos bombeiros municipais do Porto, na inauguração do monumento a Guilherme Gomes Fernandes (na Antiga Praça Santa Tereza, hoje Praça Guilherme Gomes Fernandes); Também, o distinto dramaturgo e comediógrafo Arnaldo Leite (Porto, 1886-1968), num prefácio ao livro À Bôcca de Scêna (Trigueiro, Acácio. 1915), refere com muita graça que Acácio Trigueiro era um "Artista raffiné, cinzelando admiravelmente a prata", e que ultimamente se tem "dedicado a trabalhar em estanho. Com tanta perfeição e arte, com tanto carinho e amor, ele consegue dar relevo e vida às figuras, que é trivial ouvir-se esta exclamação perante um retrato que o cinzel mágico do Acácio arrancou de uma lâmina de estanho: Que linda cara estanhada". 

## Poeta
A sua paixão irresistível pelas coisas literárias e jornalísticas, levou-o à convivência com os escritores e os profissionais da imprensa desta cidade, desde o último quartel do século XIX, como Sampaio Bruno, Oliveira Martins  ,  Camilo Castelo Branco,  Aquilino Ribeiro, entre outros. E, vencido enfim por essa vocação que nele parecia inata, Acácio Trigueiro trocou o cinzel pela pena e, afivelando ao rosto a máscara de Juvenal, transfigurou-se como poeta, num humorista irreverente e jocoso. Improvisando com facilidade e favorecido sempre por um temperamento de epicurista, proclamou também o Carpamus Dulcia, no deleitoso optimismo dum homem que apreciava e estimulava a alegria de viver. Poeta repentista e fecundo, sendo também um interessante escritor de anedotas e contos humorísticos, deixou larga produção literária em prosa e verso, dispersa por jornais, revistas e almanaques. Com Pedro Bandeira e Arnaldo Leite, foi ele o criador do gosto pelo monólogo no meio literário do Porto. Alguns dos seus monólogos mereceram as mais elogiosas referências da crítica e os melhores aplausos do público. Usou diversos pseudónimos, mas tornou-se mais conhecido e mais popular sob os disfarces literários de Sete-Sílabas e Acácio Trigueiro, com os quais se apresentou como autor de um sem-número de contos e gazetilhas, inspirados sempre no espirituoso conceito de Santeul: Castigat Ridendo Mores.

## Jornalista
No Jornal de Notícias, onde era assíduo colaborador, a 27 de Novembro de 1940, noticiam assim a sua morte: "A desoladora notícia chegou até nós às primeiras horas da tarde de ontem, brutalmente, inesperadamente: Morrera o nosso velho amigo e brilhante colaborador do Jornal de Notícias, Acácio Guedes do Amaral, que nas suas crónicas risonhas e nos seus versos alegres "Águas-Furtadas" e "Gazetilhas" usava os conhecidos e populares pseudónimos de Acácio Trigueiro e Sete-Sílabas. Acácio Trigueiro era um humorista impenitente. Os seus comentários e os seus conceitos constituíam, por vezes, admiráveis trouvailles de graça, de crítica, de irreverência mordaz, maliciosa e oportuna. Desde rapaz, seduzira-o, em tentação irresistível, a ingrata profissão das letras e, abandonando um dia a sua arte de cinzelador, em que era primoroso, começou a escrever blagues graciosíssimas no "Sorvete", no "Pagode" e, depois, em muitos outros semanários que fizeram época e granjearam nome, como A Bomba (jornal), "O Pirolito", revista "MIAU!", entre outros. Entretanto, como a sua veia poética fluente e divertida, impusesse mais largos horizontes, editou alguns livros de monólogos e foi, com Pedro Bandeira e com Arnaldo Leite, por assim dizer, o Criador do Gosto pelo Monólogo entre a gente do Norte. Muitas dessas produções conseguiram um êxito rápido, recitadas, com palmas e gargalhadas do auditório, em numerosos teatros de amadores e profissionais. Anos volveram, correndo, voando, sobre os primeiros sucessos literários de Acácio Trigueiro e, conquanto as circunstâncias da vida se tivessem modificado quase estruturalmente, apesar da transformação dos usos e dos costumes da política e da sociedade portuguesas, o humorista, o blagueur, o bon-vivant resistiu ao duro embate do tempo e continuou sorrindo de mofa do ridículos e dos enfatuados que à sua volta espectoravam sandices cheias de talento. Conversador jovial, tendo para cada caso uma anedota e para cada anedota uma enternecida evocação do passado, falava frequentemente das mais notáveis figuras da boémia do seu tempo, com as quais privara de perto, como grande e inseparável amigo. Pobre Acácio Trigueiro! Anteontem fora visto por camaradas nossos. Aparentava a sua tradicional boas disposição. Falara com desenvolta verbosidade de coisas de teatro, de coisas de jornalismo. E afastara-se sorridente, com uma derradeira frase-foguetão, como nas rábulas de Revista. E hoje? Hoje, cerrados para sempre os seus lábios, não mais lhe ouviremos o conceituoso estribilho de despedida: Menino, se vires a morte, recorda-te do Bordallo e faz-lhe o gesto!"

## Personalidade
Arnaldo Leite, no prefácio ao livro de monólogos de Acácio Trigueiro (À Bôcca de Scena, 1915. J. Ferreira dos Santos), revela: "Que autoridade tenho eu, uma criança com cabelo ainda a nascer, para dizer duas coisas a respeito da personalidade do Acácio, que já colheu um meio cento de flores no jardim da sua preciosa existência? Com 50 anos feitos, o Trigueiro não é precisamente uma criança de peitos. Engarrafado na sua modéstia, de onde não há saca-rolhas capaz de o arrancar, o conhecido rapaz, que não tem culpa de se chamar Acácio, e muito menos culpa tem de ser Trigueiro, tem-se afirmado na sua vida literária um escritor consciencioso e honesto. As suas produções, que passeiam dispersas por semanários e revistas, impõem-no como um humorista, cáustico mas verdadeiro, espalhando a sua graça bem sã, bem portuguesa, saída naturalmente do bico da pena, sem ser preciso arrancá-la a forceps. Como crítico teatral, é desassombrado e justo, não censura por parti-pris nem louva por lisonja. Inteligente e culto, com as aptidões de trabalho de que dispõe, podia ter avançado, atravessando a turba dos balofos que lhe atravancam o caminho. A modéstia, porém, não o deixa tomar lugar no eléctrico da popularidade, que vai com a lotação preenchida e com o completo da asneira deitado abaixo". 

Também a famosa Soprano espanhola Paulina Albertini, em 1910, aquando do seu benefício no Porto, na ópera "La Gioconda", se refere a Acácio Trigueiro, como um distinto crítico. Acácio Trigueiro foi, igualmente, um poeta à frente do seu tempo: Em 1897, publica "A Grévista", um monólogo em verso que será, muito provavelmente, um dos primeiros Manifestos feministas escritos em Português. Foi, ainda, Director Literário do Semanário "Charivari" que foi publicado no Porto desde 14 de Julho de 1866 até 29 de Abril de 1899.
Em 1915, assume o cargo de Administrador do Concelho de Baião (Portugal).

## Família
No Plano familiar, foi casado com Adelina da Conceição Pinto de Moura Ferreira, pai de Acácio Ferreira Guedes do Amaral (Porto, 1904-1982).